# Escala pentatônica
Em música, as escalas pentatônicas, também chamadas popularmente de penta, é o conjunto de todas as escalas formadas por cinco notas musicais ou tons. As mais usadas são as pentatônicas maiores e menores, usadas em estilos musicais como o blues, o rock e a música popular.

## História
Considera-se que surgiu na China, por algum músico que reuniu as divisões melódicas propostas por Pitágoras, que descobriu que, quando uma corda gerava uma nota "x" e dividida ao meio, geraria a mesma nota porém uma oitava acima, se dividida em 3 gerava outro intervalo harmônico e assim sucessivamente; iniciando a harmonia na música.
A escala pentatônica organizada com as divisões em três como propôs o filósofo grego Pitágoras, era gerada em seis intervalos distintos: si, dó, ré, mi, sol, lá. A proximidade da nota si para a nota dó era muita e, quando tocadas juntas, geravam uma dissonância. Por essa razão foi retirada a nota si desta escala, sendo formada a escala de 5 tons.

## Pentatônica maior
A escala pentatônica maior, mais usada, é aquela derivada da escala maior (ou jônica, iônica) com a retirada do 4º e o 7º grau. Exemplo de escala pentatônica maior em Dó (C):
C D E G A (ou Dó Ré Mi Sol La) ⇒ repare que as as notas F (Fá) e B (Si) da escala maior natural foram suprimidas
T 2 3+ 5 6 ⇒ graus da escala com os intervalos de 1+1+1,5+1+1,5
Onde qualquer escala de 5 notas com a terça maior poderia ser considerada como uma pentatônica maior, porém esta é a forma mais comum.

## Pentatônica menor
O modo menor usa o mesmo raciocínio da construção da escala pentatônica maior, que é baseada na escala menor natural, porém sem o 2º e o 6º grau.
Exemplo de escala pentatônica menor em Dó (C) com seus intervalos:
C Eb F G Bb (ou Dó Mib Fa Sol Sib) ⇒ repare que as as notas D (Ré) e Ab (Lá bemol) da escala menor natural foram suprimidas
T b3 4 5 b7 ⇒ graus da escala com os intervalos de 1,5+1+1+1,5+1.
Onde qualquer escala de 5 notas com a terça menor poderia ser considerada uma pentatônica menor, porém esta é a mais usada junto a menor harmônica.
Esta é a escala preferida pelos músicos de blues, rock e metal, onde podemos incluir, ainda, uma sexta nota no grau b5, também chamada de blue note, é a quarta aumentada ou quinta diminuta, formando assim uma escala típica do blues chamada de Pentablues.

## Outras escalas pentatônicas
Como já foi dito, podemos montar escalas pentatônicas bastando, para isto, pegar 5 notas distintas quaisquer.
- Pentas menores:
  - C Eb F G Bb: penta menor com sonoridade próxima da escala menor de blues;
  - C Eb F Ab Bb: penta menor com sonoridade próxima da escala frígia;
  - C Db F G Bb: penta menor com sonoridade japonesa;
  - C Eb F G A: penta menor com sonoridade jazz;
  - C Eb F A Bb: penta menor com sonoridade alterada.

- Pentas maiores:
  - C D E G A: penta maior com sonoridade próxima da escala maior natural;
  - C D E G Bb: penta maior com sonoridade próxima da escala mixolídia;
  - C D E F# A: penta maior com sonoridade jazz ou lídio.

## Aplicações
- As escalas pentatônicas maiores e menores são as escalas mais estáveis pois não possuem intervalos de semitom e por isso são facilmente reproduzidas vocalmente, podendo ser cantadas
- As escalas pentatônicas são mais ambíguas do que as escalas diatônicas de 7 notas e por isso são boas opções para o improviso, assim para um mesmo acorde podemos escolher várias pentas que soarão bem com ele.

- Invertendo as notas da escala pentatônica maior, cria-se outras quatro escalas pentatônicas. Assim a escala penta maior de C começada na nota A formará a escala penta menor de A.
- Na guitarra ou violão possui fácil memorização dos 5 padrões ou shapes formados por cada inversão da escala pentatônica e usá-los para o improviso
- No blues é comum usar-se a pentatônica menor para improvisar sobre um acorde dominante maior. Por exemplo, improvisar com a penta menor de Lá (A) no acorde A7 (lá maior dominante como a terça).